# اختلال‌های شناختی
اختلال‌های شناختی (CD) یا اختلال‌های عصبی-شناختی (NCDs) (به انگلیسی: Cognitive disorder) دسته‌ای از اختلالات روانی است که در درجه اول بر توانایی‌های شناختی از جمله یادگیری، حافظه، درک، تمرکز و حل مسئله تأثیر می‌گذارد. اختلال عصبی-شناختی شامل دلیریوم و اختلال عصبی-شناختی ماژور و مینور (که قبلاً با عنوان زوال عقل یا دمانس شناخته می‌شد) است.
این اختلال‌ها ممکن است در اثر آسیب زمینه‌ای مغز باشند. DSM-5 این اختلال‌ها را به شش حوزه اصلی عملکرد شناختی تقسیم می‌کند: عملکرد اجرایی، یادگیری و حافظه، عملکرد ادراکی-حرکتی، زبان، توجه پیچیده و شناخت اجتماعی.
اگرچه اکثر مبتلایان به اختلال‌های عصبی-شناختی را افراد دارای آلزایمر تشکیل می‌دهد، اما شرایط و بیماری‌های دیگر وجود دارد که بر عملکردهای ذهنی مانند حافظه، تفکر و توانایی استدلال و … تأثیر می‌گذارد. انحطاط پیشانی گیجگاهی، بیماری هانتینگتون، زوال عقل اجسام لویی، آسیب مغزی (TBI)، بیماری پارکینسون، بیماری پریون و اختلالات شناختی مرتبط با ایدز از دیگر بیماری‌های مرتبط با اختلال‌های شناختی هستند. اختلال‌های عصبی شناختی بر اساس شدت علائم، خفیف و شدید تشخیص داده می‌شوند. در حالی که اختلال‌های اضطرابی، اختلالات خلقی و اختلال‌های روان‌پریشی نیز می‌توانند بر عملکردهای شناختی و حافظه تأثیر بگذارند، راهنمای تشخیصی و آماری اختلال‌های روانی این موارد را اختلال‌های شناختی در نظر نمی‌گیرد؛ زیرا در این بیماری‌ها از دست دادن عملکرد شناختی، علامت اصلی ابتلا نیست. علاوه بر موارد یادشده، اختلال‌های رشدی مانند اختلال‌های طیف اوتیسم که معمولاً در بدو تولد یا در اوایل زندگی ایجاد می‌شود، با وجود ماهیت اکتسابی، در این تقسیم‌بندی قرار نمی‌گیرد.
علت شکل‌گیری در انواع مختلف اختلال‌ها، متفاوت است اما بیشتر به دلیل آسیب به بخش‌های مرتبط با حافظه مانند هیپوکامپ، آمیگدال و قشر پیش پیشانی ایجاد می‌شود. درمان، وابسته به نحوه ایجاد اختلال متفاوت است. دارو درمانی رایج‌ترین روش درمانی است. با این حال برای برخی از انواع اختلال‌ها مانند انواع خاصی از فراموشی، درمان تنها می‌تواند علائم این اختلال را کاهش دهد و در حال حاضر درمان قطعی و اثر بخشی وجود ندارد.
هنگام بررسی اختلال‌های شناختی نمی‌توان از بحث بر روی مفهوم شناخت که به صورت صفت در اصطلاح فوق به کار رفته، هر چند مختصر، دوری جست، زیرا که از یک طرف بسیاری از بیماری‌ها می‌توانند به‌طور مستقیم یا غیرمستقیم چنین اختلال‌های را به‌وجود آورند و از طرفی دیگر با توجه به به‌کارگیری کلمه شناخت برای کلمه لاتین «Cognition» از طرف فرهنگستان زبان و ادبیات فارسی امکان اشتباه این کلمه در حوزه علوم شناختی با حوزه معرفت‌شناسی در فلسفه به‌وجود آمده‌است (در هر صورت نتایج حاصل از این حوزه به شدت مورد توجه علوم عقلانی به‌خصوص فلسفه قرار گرفته و شاخه‌ای در علوم عقلانی، به نام فلسفه ذهن را به‌وجود آورده‌است).

## علوم شناختی-معرفت‌شناسی
هزاران سال است که انسان بر روی منشاو خصوصیات یکی از داشت‌های منحصربه‌فرد خود یعنی ذهن در حال تفکر و تحقیق است. برای مدت بسیار طولانی این حوزه تنها در انحصار محققین علوم عقلانی همچون فلاسفه قرار داشت ولی بعد از رنسانس و اجازه یافتن محققین جهت به‌کارگیری متدولوژی تجربی در بررسی ساختار بدن انسان از جمله سیستم عصبی، به‌تدریج طی قرون متوالی علومی همچون آناتومی اعصاب (نوروآناتومی)، فیزیولوژی اعصاب (نوروفیزیولوژی)، علوم اعصاب و بسیاری از شاخه‌های عصب‌شناسی دیگر شکل گرفت که یکی از دستاوردهای این علوم مشخص شدن این موضوع بود که هر عاملی که سیستم عصبی را مستقیم و یا غیرمستقیم تحت تأثیر قرار دهد، می‌تواند ذهن انسان را با تمام ویژگی‌هایش و به تبع آن تمام رفتارها و احساسات انسان را نیز تحت تأثیر قرار دهد. این موضوع سرآغاز سلسه بحث‌های در حوزه علوم عقلانی بر روی ماهیت ذهن و روان انسان شد که هم‌اکنون نیز به شدت ادامه دارد که می‌توان آن را در مباحث فلسفه دهن و مکاتبی همچون دوگانه انگاری (دوئالیسم) و فیزیکالیسم، عرفان عملی و نظری پیگیری و مشاهده کرد.
همانگونه که گفته شد ذهن انسان دارای ویژگی‌های متفاوتی است ولی باید توجه داشت که عالی‌ترین و پیچیده‌ترین این ویژگی‌ها را می‌توان آگاهی دانست. معرفت و شناخت که در علوم عقلانی مطرح می‌گردد شکل عمیق‌تر و وسیع‌تر این ویژگی می‌باشند و در اصل آگاهی اساس معرفت و شناخت انسان از خود و جهان پیرامونش می‌باشد را فراهم می‌کند. این ویژگی اساسی‌ترین اختلاف انسان با جانداران دیگر و ساختارهای هوشمند ساخت بشر (رایانه‌ها و روبات‌ها) می‌باشد. باید توجه کرد که ادراک، احساس و تفکر که از ویژ گی‌های منحصربه‌فرد ذهن می‌باشند، در عمق و وسعت بخشیدن آگاهی دخیل هستند و خود، آگاهی محسوب نمی‌شوند. از نیمه قرن بیستم در مراکز بزرگ و اصلی علمی جهان به علل مختلف، اراده‌ای شکل گرفته‌است تا با کنار هم قرار دادن شاخه‌های مختلف علوم از علوم تجربی گرفته تا علوم عقلانی و علوم انسانی، بتوانند ماهیت آگاهی انسان و تمام عواملی را که می‌تواند در شکل‌گیری و اثرگزاری بر آن دخالت دارند را، در جهت کنترل هر چه بهتر آن، شناسایی بکنند که این امر منجر به شکل‌گیری حوزه‌ای در جهان علم شد که به آن علوم شناختی گفته می‌شود. نکته قابل تأکید این است که باید توجه شود که شناسایی ماهیت و عوامل مؤثر بر آگاهی می‌تواند به ایجاد قابلیت تغییر و کنترل عالی‌ترین ویژگی ذهن انسان منتهی شود که تبعات بسیار مهمی را برای جامعه بشری در پی داشته باشد.
شناختی به هیچ عنوان بر روی مفهوم شناخت که یک معقوله فلسفی است و در حوزه معرفت‌شناسی است بحث نمی‌کند. معرفت‌شناسی به‌دنبال درک چیستی شناخت و پاسخ به پرسش‌های همچون «آیا امکان رسیدن به معرفت وجود دارد؟ آیا با تفکر و بدون استفاده از مشاهده و آزمایش می‌توان به شناخت رسید؟» می‌باشد. در صورتی که علوم شناختی به‌دنبال سازو کار ایجاد، شکل‌گیری و عوامل مؤثر بر «آگاهی» در ذهن انسان می‌باشد.

## شناخت
شناخت به تمام فرایندهای ذهنی و مغزی که به آگاهی انسان از خود و جهان اطرافش منتهی می‌شود، گفته می‌شود.

### علوم شناختی
شاخه‌ای میان رشته‌ای است که از حوزه‌های مختلف علمی همچون عصب‌شناسی، روانشناسی، فلسفه، زبان‌شناسی، انسان‌شناسی، علوم کامپیوتر و هوش مصنوعی و… استفاده می‌کند تا ذهن و مغز انسان را جهت شناسایی تمام فرایندهای ذهنی و مغزی که منجر به ایجاد و شکل‌گیری آگاهی انسان از خود و جهان هستی می‌شود، شناسایی بکند.

### فعالیت‌های شناختی
به مجموعه‌ای از فعالیت‌ها و فرایندهای ذهنی و مغزی انسان گفته می‌شود که منجر به شکل‌گیری و ایجاد «آگاهی» از خود و جهان اطرافش می‌گردد. مهم‌ترین این فرایندها عبارت‌اند از:
- هوشیاری
- حافظه
- توجه
- زبان
- جهت‌یابی
- تصمیم‌گیری
- عادت
- توابع اجرایی

### علوم اعصاب شناختی
شاخه‌ای از علوم شناختی است که به‌دنبال اساس نورولوژیکی «آگاهی» بدون وارد شدن به مباحث فلسفی می‌باشد. در این شاخه از علوم شناختی سعی می‌شود با استفاده از متدولوژی تجربی، تمام فرایندهای که موجب شکل‌گیری و ایجاد «آگاهی» در انسان می‌شود مورد شناسایی قرار گیرد. از دیدگاه این شاخه از علوم شناختی باید اساس تمام ویژگی‌های ذهنی و رفتاری انسان را در ساختارهای آناتومیکی و فیزیولوژیکی سیستم عصبی جستجو کرد.

## اختلال‌های شناختی
به مجموعه‌ای از اختلال‌ها و بیماری‌های عصبی گفته می‌شود که می‌تواند به صورت مستقیم یا غیرمستقیم (به‌صورت پایدار یا گذرا) با ایجاد اختلال در سیتم عصبی، موجب ایجاد آشفتگی در آگاهی فرد نسبت به خود و جهان اطرافش شده و ناهنجاری‌های رفتاری خاصی را به‌وجود آورد؛ به‌طوری‌که زندگی فردی و اجتماعی شخص بیمار را به شدت تحت تأثیر قرار دهد.

### DSM
مهم‌ترین مرجع تقسیم‌بندی بیماری‌ها، اختلال‌ها و نابهنجاری‌های عصبی DSM و ICD می‌باشد. راهنمای تشخیصی و آماری اختلال‌های روانی یک مرجع طبقه‌بندی اختلال‌های ذهنی است که به وسیلهٔ انجمن روانپزشکان آمریکا (APA) تدوین و منتشر می‌شود. باید به این نکته توجه داشت که عبارت ناهنجاری‌های شناختی در DSM IV –TR در سال ۲۰۰۰ بکار برده شده‌است در صورتی که در ۲۰۱۳ در DSM -V به جای آن عبارت اختلال‌های شناختی -عصبی بکار برده شده‌است. در طبقه‌بندی ICD این گروه از اختلال‌های عصبی شناخته شده‌است. در زیر اختلال‌های شناختی را براساس طبقه‌بندی DSM-IV مورد بررسی قرار می‌دهیم. بر این اساس این اختلال‌ها را می‌توان به چهار گروه بزرگ تقسیم‌بندی کرد که عبارت‌اند از:
1. دلریم
2. دمانس
3. اختلال‌های عفونی
4. متفرقه

### روان آشفتگی یا دلریم
دلیریم یک اختلال نیست بلکه یک نشانگان روان_تنی حاصل از اختلال در سیستم عصبی است که به سرعت باید پیگیری و علت آن مشخص شود. این ناهنجاری عصبی با اختلال‌های حاد و نوسانی در فعالیت‌های شناختی شروع می‌شود که خبر از آشفتگی وسیع در سیستم عصبی می‌دهد. توانایی بیمار جهت پردازش و بخاطر آوردن اطلاعات شدیداً آسیب می‌بیند. دلیریم معمولاً با شناسایی و درمان علت آن گذرنده و برگشت‌پذیر است و طول مدت آن کوتاه است.
هر چند شروع دلیریم ناگهانی است علائم مقدماتی (نظیر بی‌قراری، اضطراب، ترس، حساسیت به نور و صدا) ممکن است دیده شود. بیمار معمولاً دچار گیجی، فقدان جهت‌یابی و ناتوان از سنجش واقعیت است. غالباً توانایی تفکیک رؤیاها، ایلوژن‌ها، توهم‌ها یا خواب و بیداری از بین رفته‌است. حواس بیمار به راحتی در اثر محرکات بی‌ربط پرت می‌شود توانای تفکر منظم کاهش یافته و فرایندهای تفکر غالباً کند، آشفته و به‌طور کلی غیر انتزاعی است خاطره آنچه در جریان دلیریم روی می‌دهد معمولاً پس از رفع آن برای بیمار مبهم است و خود وی از آن به یک رؤیا ویا یک کابوس یاد می‌کند.
در کل دلیریم داری دو مشخصه کلی است اولین مشخصه بروز یک دسته از اختلال‌های شناختی نوسانی (رفت و برگشتی) است و دومین مشخصه آشفتگی در سطح هوشیاری فرد می‌باشد.

#### علل بروز دلریم
می‌توان علل بروز این سندرم را در به صورت زیر طبقه‌بندی کرد:
1. بیماری‌های دستگاه عصبی مرکزی.
2. بیماری‌های سیستمیک (بیماری‌های متابولیک، عفونت‌ها، هپاتیت و…)
3. در مراحل ترک و سم زدایی در اثر عوامل سمی و داروی.

### زوال عقل یا دمانس
زوال عقل، دمانس، این حالت با زوال توانایی‌های شناختی و هوشی، به شدتی که برای ایجاد اختلال در عملکرد اجتماعی و شغلی شخص کافی باشد، مشخص می‌شود. شکل کامل بالینی، مرکب است از اختلال حافظه تفکر انتزاعی و قضاوت که با درجاتی از تغییر شخصیت همراه است. دمانس ممکن است برحسب اتیولوژی آن پیشرونده ثابت یا برگشت‌پذیر باشد. در صورتی که بخواهیم در یک نگاه ویژگی‌های بالینی این اختلال شناختی را بررسی کنیم می‌توانیم به تقسیم‌بندی زیر به عنوان نمودهای بالینی این اختلال اشاره بکنیم:
1. کاهش هوش
2. اختلال شناختی
3. حافظه
4. زبان
5. توجه
6. عادت‌ها (آپراکسی)
7. اگنوسیا
8. توانایی حل مسئله و برنامه‌ریزی

#### انواع دمانس و علل آن
1. دمانس حاصل از بیماری آلزایمر
2. دمانس اجسام لویی
3. دمانس عروقی
4. دمانس مخلوط (آلزایمر + دمانس عروقی)
5. دمانس ناشی از اختلال‌های دیگر مانند ایدز
6. ضربه سر
7. بیماری پارکینسون
8. بیماری هانتینگتون
9. بیماری نیمن پیک
10. بیماری کروتزفلد- ژاکوب
11. الکل، عفونت‌ها و داروها

### اختلال حافظه و یادگیری یا آمنزیا
اختلالی است که با نقص یادگیری و حافظه مشخص می‌گردد و خود را به صورت ناتوانی در یادگیری اطلاعات جدید و به یادآوری اطلاعات و حوادث گذشته نشان می‌دهد.

#### علل بروز آمنزیا
در کل این اختلال‌ها در اثر آسیب‌های شیمیایی و ساختاری به مغز ایجاد می‌گردند. مشکل به خاطر آوردن اطلاعات یادگرفته شده پیشین برحسب اینکه مکان و شدت آسیب مغزی، به‌طور وسیعی متغیر است. علل کلی این اختلال را می‌توان به دو دسته بزرگ تقسیم کرد
1. آمنزیای ناشی از شرایط پزشکی عمومی

از آسیب‌های همچون ترماهای ناحیه سر، تومورها، سکته‌های مغزی یا بیماری‌های مغزی –عروقی می‌توانند موجب آمنزیا شوند.
1. آمنزیای ناشی از مواد

مواردی همچون الکلیسم، استفاده طولانی مدت از داروها، یا در معرض موادی همچون سرب جیوه منو اکسید کربن و حشره کش خاص.